# Jüdischer Friedhof (Budyně nad Ohří)

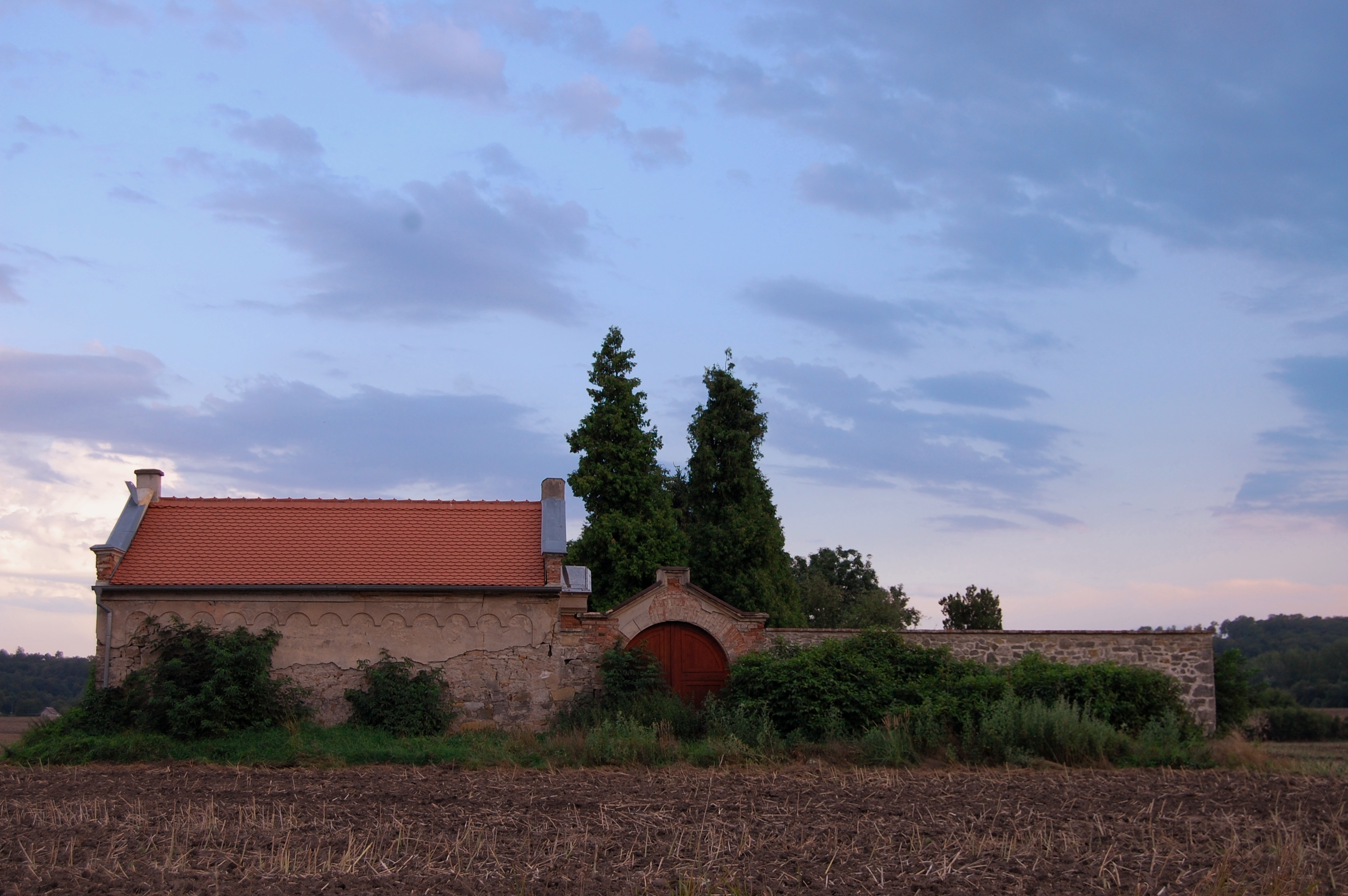
Eingang zum jüdischen Friedhof in Budyně nad Ohří, links das Taharahaus

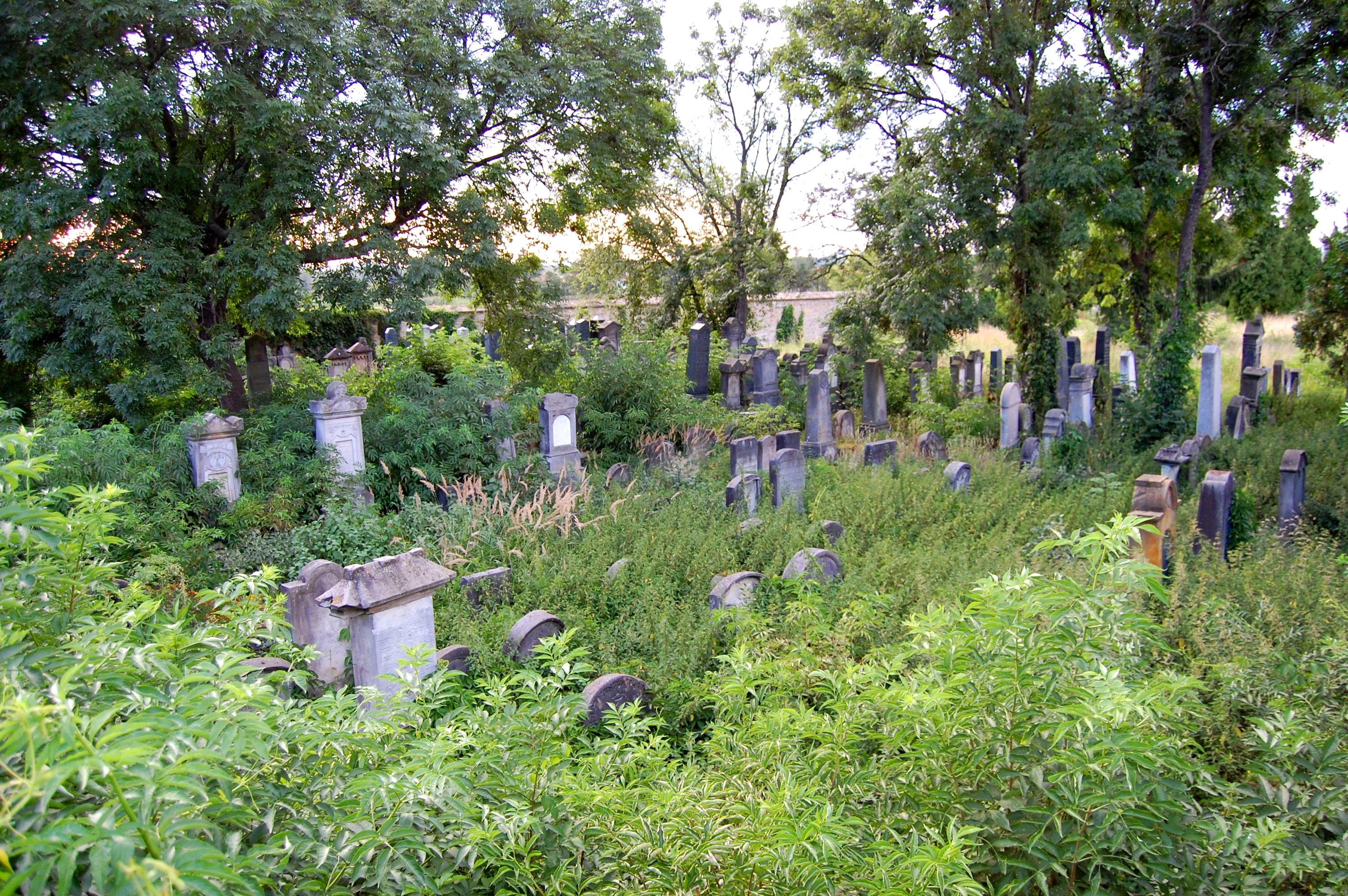
Ansicht des Friedhofs

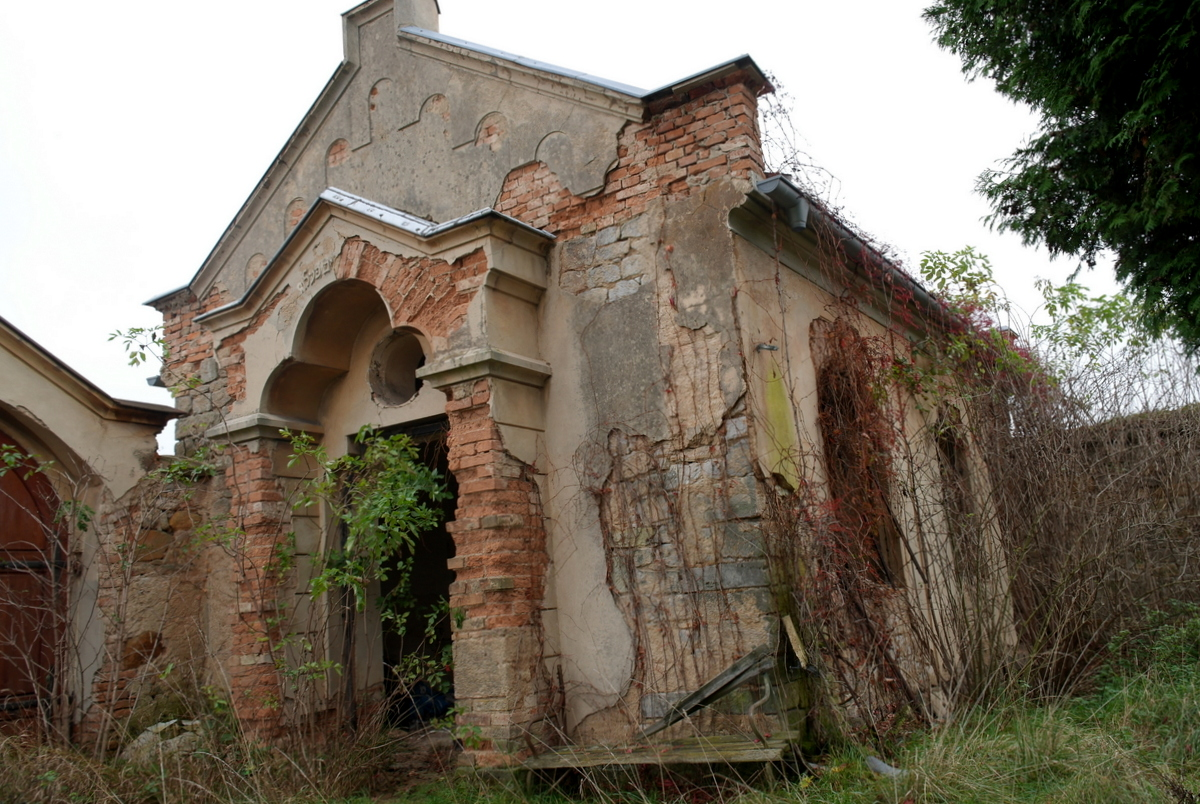
Taharahaus (2014)

Der Jüdische Friedhof in Budyně nad Ohří (deutsch Budin an der Eger), einer Stadt im Okres Litoměřice des Ústecký kraj (Tschechien), wurde 1878 angelegt. Der jüdische Friedhof befindet sich außerhalb des Ortes.

## Geschichte
Zwei ältere jüdische Friedhöfe sind nicht mehr lokalisierbar. Der heute noch existierende jüdische Friedhof in Budin stammt aus dem Jahr 1878. Gleich neben dem Eingang befindet sich das Taharahaus, das nur noch als Ruine erhalten ist.